# Smashing Drive
Smashing Drive est un jeu vidéo de course développé et édité par Gaelco initialement sur borne d'arcade, sorti en 2000. Il a été porté sur GameCube, Xbox et Game Boy Advance.

## Accueil
- GameSpot : 3,5/10 (GC)[1] - 3,1/10 (GBA)[2]
- Jeuxvideo.com : 8/20 (GBA)[3]